# Callo nupcial

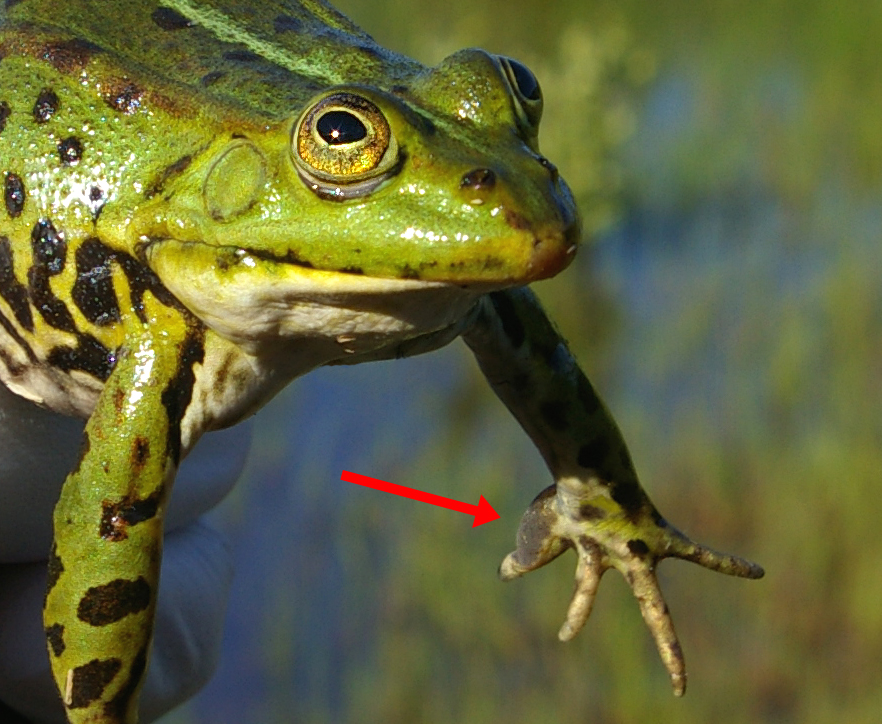
Callo nupcial (señalado) sobre el pulgar de un Pelophylax esculentus.

Un callo nupcial (también conocida como espina nupcial, almohadilla del pulgar o excrecencia nupcial) es un carácter sexual secundario presente en algunas ranas y salamandras machos maduras . Provocado por hormonas andrógenas, esta glándula de apareamiento (un tipo de glándula mucosa) aparece como un hinchamiento epitelial espinado en el antebrazo y prepollex que se utiliza principalmente para que los machos puedan agarrar o asir a las hembras durante el amplexo. También pueden ser utilizados en combates entre machos en algunas especies.

## Estudios
El biólogo austríaco Paul Kammerer experimentó en callos nupciales de sapos parteros. Utilizó el aparente alargamiento de la descendencia de generación en generación como evidencia de la evolución lamarckiana.

## Ejemplos
Muchas especies de anfibios manifiestan callos nupciales que se utilizan en el amplexo, un ejemplo es la salamandra Taricha granulosa.